# Site fossile de Wuda
Le site fossile de Wuda ou forêt de Wuda est le site d'une forêt vieille de 300 millions d'années, découverte en 2011 en Chine, dans le district de Wuda, en Mongolie intérieure.

## Description
La découverte a été faite en 2011 par une équipe de paléontologues chinois et américains menée par Jun Wang, dans une falaise houillière, et publiée en 2012. La forêt tropicale découverte a conservé sa structure d'origine grâce à des retombées de cendres volcaniques qui ont enrobé soudainement chacun de ses végétaux et ont préservé jusqu'aux feuilles fixées sur les arbres. Trois sites distincts ont été préservés de l'exploitation houillière, et représentent une superficie de 1 000 m2. Le haut niveau de conservation de la partie préservée a permis non seulement de documenter des espèces disparues mais aussi de reconstituer la structure de la forêt. Cette caractéristique lui a valu l'appellation de « Pompéi végétale » dans la presse.

## Localisation et datation
Le site, localisé près du Fleuve Jaune et de la ville de Wuda, est une couche de tuf volcanique incluse entre deux couches de charbon. À l'époque de son ensevelissement sous les cendres, il se situait sur ce qui était alors une île, le craton de Chine du Nord,  entre les océans Paléotéthys et Panthalassa. La forêt date du tout début du Permien, il y a 298 millions d'années.

## Flore
(16 août 2025).
La végétation découverte comporte une cinquantaine de taxons, rattachés à 7 grands groupes : lycopsides, sphénophytes (prêles), fougères filicales, progymnospermes, fougères à graines, conifères primitifs et cycadales.
Parmi les progymnospermes, figurent les Noeggerathiales (en), appartenant à une lignée de plantes hétésporée différente des plantes à graine, et disparue lors de l'Extinction Permien-Trias.  